# Liste der Bodendenkmale in Gehrden
In der Liste der Bodendenkmale in Gehrden sind die Bodendenkmale der niedersächsischen Gemeinde Gehrden aufgeführt. Die Quelle ist der Denkmalatlas Niedersachsen. 

Gehrden in der Region Hannover

Der Stand der Liste ist der 20. Januar 2025.

## Allgemein
In den Spalten finden sich folgende Informationen des Bodendenkmales:
| Lage         | geographische Koordinaten                                                           |
| Bezeichnung  | Bezeichnung lt. Denkmalatlas                                                        |
| Beschreibung | Beschreibung lt. Denkmalatlas                                                       |
| ID           | Objekt-ID                                                                           |
| Bild         | Bild, ggf. zusätzlich mit Link zu weiteren Fotos im Medienarchiv Wikimedia Commons. |

## Gehrden
| Lage                        | Bezeichnung           | Beschreibung | ID       | Bild           |
| --------------------------- | --------------------- | --- | -------- | -------------- |
| 52° 18′ 53″ N, 9° 35′ 10″ O | Gehrden 1, Ringwall   | Reste des Ringwalls auf dem Gehrdener Berg. An den steilen Nordwesthang lehnt sich nach Osten eine halbovale Befestigung an, die einen Innenraum von ca. 140 auf 75 m umschließt. Der 4 – 6 m breite Wall nutzt wohl zum großen Teil eine natürliche Geländekante aus, so dass er zum Innenraum hin kaum höher als 1 m erscheint, zum Grabenansatz hin ca. 2 m. Breite des Spitzgrabens bis zu 6 m, heutige Tiefe ca. 1 m; ursprünglich waren es 3 – 4 m. | 28973242 | Weitere Bilder |
| 52° 17′ 56″ N, 9° 35′ 38″ O | Gehrden 10, Grabhügel | Durchmesser ca. 8 m und Höhe ca. 0,5 m. Annähernd rund, flache Kuppenmulde. Im Bereich des Hügelgrabes befindet sich das Holle-Denkmal. | 28973212 |                |

## Lenthe
| Lage                       | Bezeichnung        | Beschreibung                                                                                                | ID       | Bild |
| -------------------------- | ------------------ | --- | -------- | ---- |
| 52° 22′ 6″ N, 9° 37′ 41″ O | Lenthe 8, Landwehr | Heute im Gelände noch auf knapp 500 m Länge zu verfolgen, ursprüngliche Länge unsicher. - Teil ID: 36742001 | 28973605 | BW   |

## Northen

### Einzelne Bodendenkmale
| Lage                        | Bezeichnung             | Beschreibung                                                                            | ID       | Bild |
| --------------------------- | ----------------------- | --------------------------------------------------------------------------------------- | -------- | ---- |
| 52° 20′ 32″ N, 9° 37′ 13″ O | Northen 1, Grabhügel    | Grabhügel auf dem Benther Berg. Durchmesser ca. 20 m und Höhe ca. 1 m. Stark verflacht. | 28973245 |      |
| 52° 21′ 35″ N, 9° 35′ 18″ O | Northen 26, Grenzgraben | Grenze Northen/Kirchwehren im Großen Holz                                               | 48595940 |      |

### Northen 7
- ID:28973244
- Grabhügelfeld

| Lage                        | Bezeichnung | Beschreibung | ID       | Bild |
| --------------------------- | ----------- | --- | -------- | ---- |
| 52° 21′ 34″ N, 9° 35′ 29″ O | Northen 7   | Durchmesser ca. 20 m und Höhe ca. 0,8 m. Über den Hügel verläuft ein Waldweg aus Schotter, Sandstein, Basalt und Betonbrocken. | 28973232 | BW   |
| 52° 21′ 35″ N, 9° 35′ 27″ O | Northen 8   | Durchmesser ca. 14 m und Höhe ca. 0,5 m. Ungestört.                                                                            | 28971377 | BW   |
| 52° 21′ 36″ N, 9° 35′ 27″ O | Northen 9   | Durchmesser ca. 8 m und Höhe ca. 0,5 m. Ungestört.                                                                             | 28971378 | BW   |
| 52° 21′ 34″ N, 9° 35′ 26″ O | Northen 10  | Durchmesser ca. 16 m und Höhe ca. 1 m.                                                                                         | 28971379 | BW   |
| 52° 21′ 35″ N, 9° 35′ 22″ O | Northen 11  | Durchmesser ca. 18 m und Höhe ca. 1 m. Ungestört.                                                                              | 28971380 | BW   |
| 52° 21′ 34″ N, 9° 35′ 24″ O | Northen 12  | Durchmesser ca. 16 m und Höhe ca. 1,2 m. Ungestört.                                                                            | 28973247 | BW   |
| 52° 21′ 33″ N, 9° 35′ 23″ O | Northen 13  | Durchmesser ca. 25 m und Höhe ca. 1,5 m. Ungestört. Von O nach W Grenzschneise.                                                | 28973246 | BW   |
| 52° 21′ 32″ N, 9° 35′ 25″ O | Northen 14  | Durchmesser ca. 16 m und Höhe ca. 0,8 m. Ungestört.                                                                            | 28971381 | BW   |
| 52° 21′ 32″ N, 9° 35′ 27″ O | Northen 15  | Durchmesser ca. 20 m und Höhe ca. 0,8 m. Am südl. Hügelfuß verläuft ein alter Grenzgraben.                                     | 28971382 | BW   |
| 52° 21′ 31″ N, 9° 35′ 23″ O | Northen 16  | Durchmesser ca. 14 m und Höhe ca. 0,7 m. im nordöstl. Teil eine alte, flache Vertiefung.                                       | 28971383 | BW   |
| 52° 21′ 31″ N, 9° 35′ 24″ O | Northen 17  | Durchmesser ca. 20 m und Höhe ca. 1,4 m. Am östl. Hügelfuß verläuft ein Waldweg, sonst ungestört.                              | 28971384 | BW   |
| 52° 21′ 30″ N, 9° 35′ 21″ O | Northen 18  | Durchmesser ca. 18 m und Höhe ca. 0,5 m. Ungestört.                                                                            | 28971385 | BW   |